# Morrill (Nebraska)
Morrill è un villaggio degli Stati Uniti d'America della contea di Scotts Bluff nello Stato del Nebraska. Fa parte dell'area statistica micropolitana di Scottsbluff. La popolazione era di 921 persone al censimento del 2010.

## Storia
Nel 1886, i coloni dalla zona di Fort Collins in Colorado, trovarono una valle fertile vicino alla foce del Sheep Creek circa un miglio a nord dove oggi si trova Morrill. Lì, crearono un insediamento a cui hanno dato il nome di Collins.
Agli inizi del 1900, l'arrivo imminente della Burlington Railroad nelle prossimità ha indotto il trasferimento della città. Spinto dalla voce che un deposito sarebbe stato costruito nell'area, Charles Henry Morrill, presidente della Lincoln Land Company, ha intrecciato la nuova townsite circa un miglio da Collins. Il nuovo insediamento, che portava il nome di Morrill, è stato incorporato nel 1907.

## Geografia fisica
Morrill è situata a 41°57′54″N 103°55′33″W (41.964919, -103.925711).
Secondo lo United States Census Bureau, ha un'area totale di 0,60 miglia quadrate (1,55 km²).

## Società

### Evoluzione demografica
Secondo il censimento del 2010, c'erano 921 persone.

### Etnie e minoranze straniere
Secondo il censimento del 2010, la composizione etnica del villaggio era formata dal 93,3% di bianchi, l'1,3% di nativi americani, lo 0,5% di asiatici, il 3,6% di altre razze, e l'1,3% di due o più etnie. Ispanici o latinos di qualunque razza erano il 10,1% della popolazione.